# Jannik Sinner
Jannik Sinner (Innichen, Italija, 16. kolovoza 2001.) talijanski je profesionalni tenisač.
Na ATP ljestvici najbolje je bio rangiran kao 1., što je postigao prvi put 10. lipnja 2024., što ga čini najbolje rangiranim talijanskim igračem u povijesti. Njegov najbolji plasman u parovima je 124. mjesto, što je postigao 27. rujna 2021. Sinner je osvojio šestnaest ATP Tour naslova u pojedinačnoj konkurenciji, uključujući Masters 1000 naslov na Canadian Openu 2023. i jedan u parovima te ATP Umag 2021. godine. Njegov najbolji učinak na Grand Slam turnirima osvajanje je Australian Opena 2024. i 2025. i US Opena 2024.
Sinner je odrastao u sjevernoj Italiji u njemačkom govornom području Južnog Tirola. Kao dijete aktivno se bavio skijanjem, nogometom i tenisom. Nakon što je s osam godina osvojio nacionalno prvenstvo u skijanju, Sinner se s 13 godina usredotočio na tenis i preselio u mjesto Bordighera na talijanskoj rivijeri kako bi trenirao s veteranskim trenerom Riccardom Piattijem. Tada je Luka Cvjetković, trener iz Rijeke, usko surađivao sa Sinnerom, a u njegovom tadašnjem domu Sinner je i živio čak tri godine. Unatoč ograničenom uspjehu kao junior, Sinner je počeo igrati na profesionalnim natjecanjima sa 16 godina i postao je jedan od rijetkih igrača koji su osvojili više naslova na ATP Challenger Touru sa 17 godina. 
Osvojio je ATP nagradu za pridošlicu godine 2019. nakon proboja u top 100 i osvajanja turnira „Next Generation ATP Finala” u Milanu (na turnir je došao s pozivnicom kao 93. igrač svijeta). Sinner je nastavio uspon među 50 najboljih u 2020. godini sa svojom prvom pobjedom nad igračima u top 10, četvrtfinalom Roland Garrosa i svojim prvim naslovom na ATP Touru u Sofiji 2020. 
Godine 2021. postao je najmlađi prvak ATP 500 na Citi Openu 2021., bio je drugoplasirani na Mastersu na Miami Openu i postao prvi igrač rođen 2000-ih koji je ušao među 10 najboljih na ljestvici. Nakon što je stigao do svog prvog velikog polufinala u Wimbledonu 2023., Sinner je osvojio svoj prvi Masters 1000 naslov na Canadian Openu 2023. Sezonu je završio dolaskom do finala „ATP finala” i vodeći Italiju do osvajanja naslova Davis Cupa 2023. prvi put u 47 godina.
Na Australian Openu 2024. Sinner je u polufinalu pobijedio 1. igrača svijeta Novaka Đokovića i došao do svog prvog velikog finala, prekinuvši Đokovićev rekord neporaženosti 10–0 u polufinalima Australian Opena. U finalu je pobijedio Daniila Medvedeva nakon što je gubio 0-2 u setovima. Iste godine osvojio je US Open pobijedivši u finalu Amerikanca Taylora Fritza 6-3 6-4 7-5.
Sezonu godine 2025. je započeo tamo gdje je stao s prethodnom. Osvojio je prvi Grand Slam sezone, Australian open, pobjedom nad Alexanderom Zverevom rezultatom 6-3 7-6 6-3. Kasnije iste godine, tijesno je izgubio u epskom finalu Roland Garrosa od Španjolca Carlosa Alcaraza u najdugotrajnijem finalu u povijesti Roland Garrosa, meču koji je trajao 5 sati i 29 minuta. Samo mjesec danas kasnije, na terenima All England Cluba osvojio je svoj prvi Wimbledon naslov, u reprizi finala Roland Garrosa, pobjedom nad Alcarazom rezultatom 4-6 6-4 6-4 6-4. 